# Luigi Lucotti
Luigi Natale Lucotti (Voghera, 18 de diciembre de 1893-Voghera, 29 de diciembre de 1980) es un ciclista italiano que fue profesional entre 1913 y 1926. Era conocido como el ídolo de Voghera. Sus éxitos más importantes los logró al Giro de Italia y al Tour de Francia. Durante los últimos años de su carrera deportiva fue gregario de Costante Girardengo. Al retirarse abrió un negocio de bicicletas.

## Palmarés
- 1914
  - Vencedor de una etapa al Giro de Italia
- 1919
  - Vencedor de 2 etapas al Tour de Francia
- 1921
  - Vencedor de una etapa al Tour de Francia

### Resultados al Giro de Italia
- 1914. 3º a la clasificación general y vencedor de una etapa

### Resultados al Tour de Francia
- 1919. 7º a la clasificación general y vencedor de dos etapas
- 1921. 4º a la clasificación general y vencedor de una etapa
- 1925. Abandona (4ª etapa)